# Southeast 17th Avenue & Rhine Street megállóhely
Southeast 17th Avenue & Rhine Street megállóhely a Metropolitan Area Express narancssárga vonalának, valamint a TriMet autóbuszainak megállója az Oregon állambeli Portland Brooklyn kerületében.
A megállóban elhelyezték Anne Storrs „Along These Lines” fantázianevű műalkotását, amely egy egyszerre fára és egymásba fonódó vágányokra emlékeztető acélalakzat.

## Autóbuszok
- 17 – Holgate/Broadway (Concordia University◄►134th Drive)[3]
- 70 – 12th/NE 33rd Ave (Columbia River Correctional Facility◄►Milwaukie City Center)[4]

| Előző állomás                                     |  | Metropolitan Area Express |  | Következő állomás                               |
| ------------------------------------------------- |  | ------------------------- |  | ----------------------------------------------- |
| SE 17th Ave & Holgate Blvdtovább SE Park Ave felé |  | Narancssárga vonal        |  | Clinton St/SE 12th Avetovább Union Station felé |

## Fordítás
Ez a szócikk részben vagy egészben  a   Southeast 17th Avenue and Rhine Street MAX Station című angol Wikipédia-szócikk ezen változatának fordításán alapul.  Az eredeti cikk szerkesztőit annak laptörténete sorolja fel. Ez a jelzés csupán a megfogalmazás eredetét és a szerzői jogokat jelzi, nem szolgál a cikkben szereplő információk forrásmegjelöléseként.